# Felicidad (film)
Pour plus de détails, voir Fiche technique et Distribution.
Felicidad (El misterio de la felicidad) est un film argentin, coproduit avec le Brésil, réalisé par Daniel Burman et sorti en 2014.

## Synopsis
Santiago et Eugenio sont apparemment inséparables. Ne sont-ils pas étroitement associés, depuis une trentaine d'années, à la tête d'une florissante boutique d'électro-ménager ? Or, leur affaire risque pourtant d'être rachetée. Santiago refuse cette alternative, tandis que son allié semble plutôt attiré. Deuxième coup dur pour Santiago : Eugenio disparaît peu après. Déboussolé, Santiago doit accueillir maintenant l'épouse de son collègue, Laura. Cette dernière s'empresse d'occuper la place manquante avec une autorité inattendue... 

## Fiche technique
- Titre du film : Felicidad
- Titre original : El misterio de la felicidad
- Réalisation : Daniel Burman
- Assistant réalisation : Luis Bernardez
- Scénario : D. Burman, Sergio Dubcovsky
- Photographie : Daniel Sebastián Ortega - Couleur
- Montage : Luis Barros
- Musique : Nico Cota
- Son : Jésica Suárez
- Décors : Margarita Tamborino
- Costumes : Roberta Pesci
- Production : D. Burman, Diego Dubcovsky et Walkiria Barbosa - BD Cine, Telefe et Total Entertainment
- Pays d'origine :  Argentine -  Brésil
- Genre : Comédie
- Durée : 92 minutes
- Dates de sortie :
  -  Argentine : 16 janvier 2014
  -  France : 29 octobre 2014

## Distribution
- Guillermo Francella : Santiago
- Inés Estévez : Laura
- Fabián Arenillas (es) : Eugenio
- Alejandro Awada (es) : le détective arménien Oudukian
- María Fiorentino : Helena
- Sergio Boris : Sergio
- Silvina Escudero : Pato
- Cláudia Ohana : Cassandra

## Commentaires
- « La première heure du film procure un plaisir purement rythmique, le dialogue crépitant est soutenu par une bande-son qui mêle une partition allègre à des chansons rétro. Une tonalité insolite est apportée par un enquêteur placide et sédentaire (Alejandro Awada) [...]. »[1] « On a parfois évoqué Woody Allen à propos de Daniel Burman et il est vrai que (ce) personnage de détective arménien retraité pourrait s'inscrire dans l'univers d'Alice. La comparaison est toutefois abusive, même si dans la manière qu'a Felicidad d'effleurer l'insondable et le tragique sous les aspects d'une plaisante comédie [...] se sent l'influence du grand Woody. »[2]
- Le film a obtenu un notable succès public en Argentine : 437 000 spectateurs à la fin de la troisième semaine d'exploitation.